# Cunje
Cunje é um distrito urbano e comuna angolana que se localiza na província do Bié, pertencente ao município do Cuíto.
É uma extensão da grande cidade do Cuíto.
Na era colonial chamava-se "Silva Porto-Gare".